# ТЕС Okpai
5°42′32.8″ пн. ш. 6°34′31.4″ сх. д. / 5.709111° пн. ш. 6.575389° сх. д.
ТЕС Okpai – теплова електростанція в Нігерії у південному штаті Дельта, в 90 км на схід від центру нафтової промисловості міста Варрі.
Станція розташована на правобережжі Нігеру неподалік від газопереробного заводу Kwale, яким володіє дочірня компанія італійської Agip (в свою чергу належить нафтогазовому гіганту Eni). Зазначена компанія також спорудила ТЕС Okpai, що гарантувало збут продукції ГПЗ. Об’єкт, введений в експлуатацію у 2005-2006 роках, виконали за технологією комбінованого парогазового циклу. На ньому встановлено дві газові турбіни компанії Alstom типу GT13E2 одиничною потужністю по 126 МВт. 
Забір води для охолодження здійснюється із річки Нігер, а постачання палива провадиться через газопровід довжиною 14 км.
Входження станції до сфери управління Eni, а також наявність поряд власного джерела палива забезпечили станції винятковий для нігерійської енергетики рівень придатності для використання. Так, більш ніж через 10 років після введення в експлуатацію ТЕС Okpai видавала 300 МВт, причому робота нижче від номіналу пояснювалась обмеженнями на прийом з боку енергомережі.
У тому ж 2017 році оголосили про плани спорудити до 2019 року другого енергоблоку.